# 하야시 토모카
하야시 토모카(일본어: 林 知花, 1982년 4월 17일~)는 일본의 여배우이다. 사이타마현 출신이다.